# Rally Vasco Navarro
El Rally Vasco Navarro fue una prueba de rally que se disputó anualmente desde 1960 y fue organizado por el Real Automóvil Club Vasco Navarro (RAC Vasco Navarro), entidad nacida en 1923 bajo el nombre de Real Automóvil Club de Guipúzcoa. Se disputó principalmente en la provincia de Guipúzcoa con epicentro en la ciudad de San Sebastián aunque la prueba visitó, especialmente en los primeros años, las provincias de Álava, Vizcaya, la comunidad Navarra e incluso visitó tierras francesas. Fue puntuable para el Campeonato de España de Rally e incluso para el campeonato francés en alguna ocasión. 
En sus primeros años utilizó el antiguo formato de los rallies que combinaba pruebas de regularidad y velocidad e incluso una prueba en el circuito de Venta-Berri. Posteriormente al igual que muchas pruebas de la época, la organización fue abandonando este sistema dando prioridad a los tramos de velocidad. Se celebró de manera continua hasta los años 80 y se recuperó en 2001 y entrando de nuevo en el calendario del certamen nacional dos años más antes de sus desaparición. 
El rally adquirió gran prestigio internacional y contó siempre con la participación de pilotos extranjeros especialmente de Francia. El hispano francés Marc Etchebers fue el claro dominador del rally donde triunfó hasta en ocho ocasiones (1970, 1974, 1975, 1976, 1977, 1979, 1980 y 1983) siempre a los mandos del Porsche 911. Aunque afincado en España el francés Bernard Tramont ganó en tres ocasiones con el Alpine-Renault A110 (1968, 1969 y 1971). Otros pilotos destacados que participaron y ganaron en el Vasco Navarro fueron Beny Fernández (1978), piloto que lograría también varios podios, Antonio Zanini (1984) y Carlos Sainz (1985).
Aunque la prueba dejó de realizarse la entidad continuó organizando tanto el Rally Vasco Navarro Histórico como el ECO Rally Vasco Navarro.

## Historia

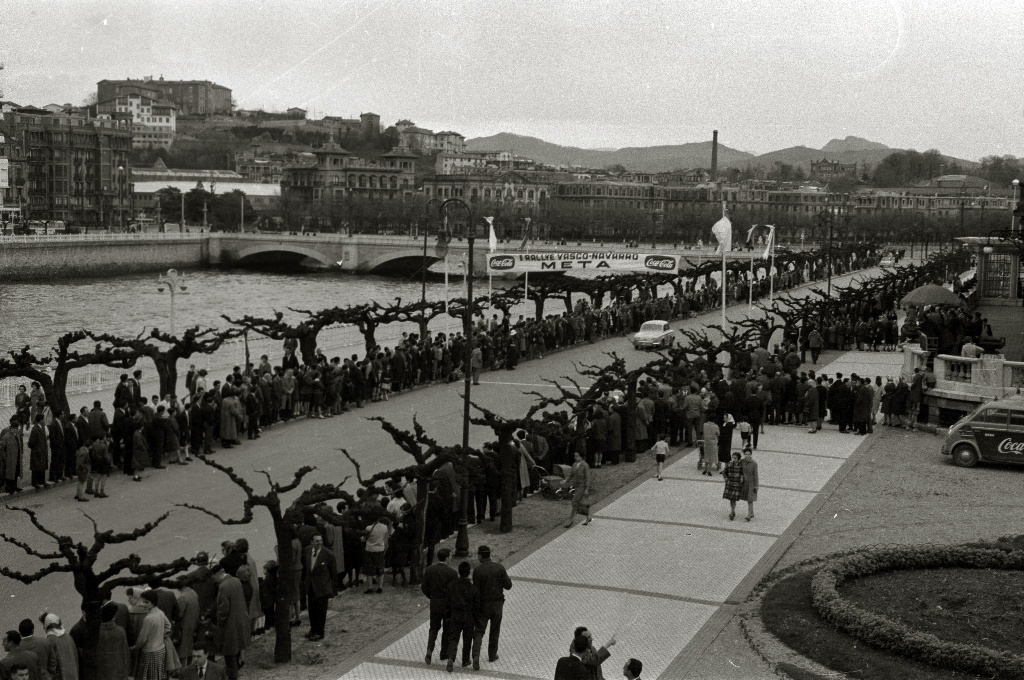
Panorámica de la ciudad de San Sebastián en 1960 durante la celebración del Rally Vasco Navarro.

### Época clásica (1960-1987)
El Rally Vasco Navarro se celebró por primera vez en 1960 y las primeras ediciones se celebraron de manera continuada hasta 1987.
La cuarta edición organizada en 1963 se disputó entre sábado y domingo del mes marzo de ese año. Contó con dos etapas: la primera de San Sebastián a Vitoria y la segunda de Vitoria a Bilbao y San Sebastián con un total de 341 km. El ganador fue José Serratosa seguido de Víctor Sagi y Jaime Juncosa que completaron el podio.
En 1964 la clasificación final terminó con Salvador y Juancho con un BMW en la primera posición, Fernández segundo con un Porsche, tercero Lepori con Lotus, cuartos Buruaga y Lorente con DKW, quintos Calparsoro y Miranda con Alfa Romeo y sextos la pareja francesa Torque y Rison con un DKW.
En 1965 el rally era puntuable para los campeonato de España y Francia con coeficiente 10 y suponía su quinta edición como internacional. El recorrido dividido en cuatro etapas sumaba un total de 1.060 km y se desarrollaba por las tres provincias vascas y la comunidad Navarra. Durante el trayecto se programaron pruebas en varios puertos de montaña y una prueba final en el circuito Venta-Berri (San Sebastián) con varias mangas en grupos de ocho. La prueba que contó con varios participantes extranjeros (franceses e italianos mayormente). Más de setenta tomaron la salida y solo veintidós terminaron. La clasificación final terminó con la pareja Juncadella-Rodés en la primera posición, segundo Juan Fernández con un Porsche GTS-904 y tercero el francés Le Pelletier con un Volvo.
En su séptima edición contó con la colaboración del Automóvil Club Vasco-Bearnais y se desarrolló en cuatro etapas con un recorrido de 979 km por carreteras de Francia y España alternando pruebas cronometradas en carreteras de montaña y una prueba final en el circuito Venta-Barri. La salida se realizó en Bayona y la meta en San Sebastián, siendo puntuable para los campeonatos de España y Francia. Se inscribieron 63 equipos resultando vencedor Jorge de Bagration con un BMC Cooper S, seguido de Jesús Sáez de Buruaga también con un Cooper S y Juan Fernández con un Porsche 911.
En 1967 se realizó en las fechas 11 y 12 de marzo y el recorrido sumaba un total de 954 km que transcurrían por Guipúzcoa, Navarra, Álava, Vizcaya y un tramo por territorio francés. Los inscritos estaban limitados a 80 participantes.
A finales de la década de los sesenta y principios de los setenta el principio del dominio de los pilotos franceses, aunque asentados en España, Bernard Tramont y Marc Etchebers. Entremedias pudieron vencer Eladio Doncel en 1972 y Jorge Bäbler en 1973.
En 1978 Beny Fernández consiguió su única victoria en el Vasco Navarro con el Ford Escort RS 1800. El recorrido de más de 700 km fue recortado en parte debido a la anulación de ocho tramos. Beny fue el más rápido en once de los doce tramos disputados frente a un Etchebers que no pudo hacer nada con su habitual Porsche 911 y fue segundo y José Luis Echave, tercero con un Simca Rallye.

### Período moderno (2001-2003)
En el año 2001 el Rally Vasco Navarro se volvió a celebrar, organizado por el Real Autonomóvil Club Vasco Navarro, con el objetivo de volver a formar parte del Campeonato de España de Rallyes de Asfalto. En aquella ocasión, los tramos se disputaron en la zona de Tierra Estella (Navarra) y la Montaña Alavesa. La prueba pasó la pre-inspección para formar parte del Campeonato de España, y por tanto, en las ediciones de 2002 y 2003 la prueba formó parte de la máxima categoría de los rallyes en España.

## Palmarés
| Año  | Edición                   | Piloto                        | Copiloto                   | Automóvil                  | Series          |
| ---- | ------------------------- | ----------------------------- | -------------------------- | -------------------------- | --------------- |
| 1960 | 1.er Rally Vasco Navarro  | José Antonio Ochoa Fernández  | Enrique Landecho           | Renault Dauphine           |                 |
| 1961 | 2.º Rally Vasco Navarro   | Pierre Torgue                 | Georges Descamps           | Panhard PL                 |                 |
| 1962 | 3.er Rally Vasco Navarro  | Juan Fernández                | Francisco Anet             | BMW 700                    | España          |
| 1963 | 4.º Rally Vasco Navarro   | José Serratosa                | Máximo Caturla             | DKW 1000 SP                | España, Francia |
| 1964 | 5.º Rally Vasco Navarro   | «Salvador»                    | Juancho                    | BMW 700 CS                 | España          |
| 1965 | 6.º Rally Vasco Navarro   | José María Juncadella         | José Antonio Rodés         | Morris Cooper 1300         | España          |
| 1966 | 7.º Rally Vasco Navarro   | Jorge de Bagration-Mukhraneli | Mario da Silva             | B.M.C. Cooper S            | España          |
| 1967 | 8.º Rally Vasco Navarro   | Carlos Llagostera «Charly»    | Alberto Ruiz-Giménez       | B.M.C. Cooper S            |                 |
| 1968 | 9.º Rally Vasco Navarro   | Bernard Tramont               | Ricardo Muñoz              | Alpine-Renault A110 1300   | España          |
| 1969 | 10.º Rally Vasco Navarro  | Bernard Tramont               | Santiago Cañedo            | Alpine-Renault A110 1440   | España          |
| 1970 | 11.er Rally Vasco Navarro | Marc Etchebers                | Pierre Claustres Cazaugade | Porsche 911 T              | España          |
| 1971 | 12.º Rally Vasco Navarro  | Bernard Tramont               | Ricardo Antolín            | Alpine-Renault A110 1600 S |                 |
| 1972 | 13.er Rally Vasco Navarro | Eladio Doncel                 | Daniel Ferrater            | Porsche 911 S              | España          |
| 1973 | 14.º Rally Vasco Navarro  | Jorge Bäbler                  | Ricardo Antolín            | SEAT 124-1600              | España          |
| 1974 | 15.º Rally Vasco Navarro  | Marc Etchebers                | Marie-Christine Etchebers  | Porsche 911 S 3l Grupo 5   |                 |
| 1975 | 16.º Rally Vasco Navarro  | Marc Etchebers                | Marie-Christine Etchebers  | Porsche Carrera Grupo 4    |                 |
| 1976 | 17.º Rally Vasco Navarro  | Marc Etchebers                | Marie-Christine Etchebers  | Porsche Carrera RSR        | España          |
| 1977 | 18.º Rally Vasco Navarro  | Marc Etchebers                | Marie-Christine Etchebers  | Porsche 911 Carrera RSR    | España          |
| 1978 | 19.º Rally Vasco Navarro  | Beny Fernández                | Antonio Doural             | Ford Escort RS 1800 MK II  | España          |
| 1979 | 20.º Rally Vasco Navarro  | Marc Etchebers                | Marie-Christine Etchebers  | Porsche 911 Carrera        | España          |
| 1980 | 21.er Rally Vasco Navarro | Marc Etchebers                | David Valverde             | Porsche 911 SC             | España          |
| 1981 | 22.º Rally Vasco Navarro  | «Freddy»                      | Roland Holke               | Simca Rallye 3             |                 |
| 1982 | 23.er Rally Vasco Navarro | Fernando Lezama               | Fernández                  | Renault 5 Turbo            | España          |
| 1983 | 24.º Rally Vasco Navarro  | Marc Etchebers                | Marie Christine Etchebers  | Porsche 911 SC             | España          |
| 1984 | 25.º Rally Vasco Navarro  | Antonio Zanini                | Josep Autet                | Ferrari 308 GTB            | España          |
| 1985 | 26.º Rally Vasco Navarro  | Carlos Sainz                  | Antonio Boto               | Renault 5 Turbo            | España          |
| 1986 | 27.º Rally Vasco Navarro  | Marc Etchebers                | José R. Amorena            | Porsche 911                |                 |
| 1987 | 28.º                      | Bandera de ?                  | Bandera de ?               |                            |                 |
| 2001 | 29.º Rally Vasco Navarro  | Sergio López-Fombona          | Juan Carlos Dorado         | Citroën Saxo Kit Car       |                 |
| 2002 | 30.º Rally Vasco Navarro  | Miguel Ángel Fuster           | José Vicente Medina        | Citroën Saxo Kit Car       | CERA            |
| 2003 | 31.er Rally Vasco Navarro | Enrique García Ojeda          | Raquel Fernández           | Peugeot 206 S1600          | CERA            |